# 비로사 (영주시)
비로사(毘盧寺)는 경상북도 영주시 풍기읍에 있는 대한불교조계종 소속의 사찰이다.
소백산 비로봉 기슭에 위치해 있으며, 조계종 제16교구 본사인 고운사의 말사이다.
신라 문무왕 때 의상이 창건했다는 설도 있고, 신라 신문왕 때 승려 진정이 지었다는 이야기도 있다. 한 창건 설화에 따르면 의상이 제자인 진정의 홀어머니가 사망했을 때 현 비로사 자리로 추정되는 소백산 추동에 초가를 짓고 《화엄경》을 강의하였고, 90일 동안 계속된 이 강의가 끝나자 진정의 어머니가 꿈에 나타나 하늘에서 환생했다고 말했다. 신라 시대에는 소백산사로 불렸다.
한편, 신라 말에 이 절을 중창되고 고승 진공이 머물렀는데, 고려 태조가 이 곳에 와서 진공의 법문을 듣고 그를 존경하게 되었다. 태조 20년에 진공이 사망하자 태조가 직접 진공대사라는 시호와 보법이라는 탑호를 내려주었다. 이때 최언위가 글을 지어 세운 진공대사 탑비가 남아 있어 영주시 지방유형문화재 제4호로 지정되어 있다.
이후 고려와 조선 시대에 여러 차례 중창했다. 특히 임진왜란 때 승병이 거점으로 활용하다가 전소되어 새로 지어야 했고, 1909년에도 법당 외의 건물이 모두 불타 남아 있는 건물은 모두 현대에 다시 지은 것들이다. 대한민국의 보물 제996호인 아미타불상과 비로자나불상을 보유하고 있다. 9세기 신라 후기의 화엄불교 미술 특징을 보여주는 문화재이다.

## 문화재
| 종목                      | 명칭                                                           | 시대 | 지정일     | 비고 |
| ------------------------- | -------------------------------------------------------------- | ---- | ---------- | ---- |
| 보물 제996호              | 영주 비로사 석조아미타여래좌상(榮州 毘盧寺 石造阿彌陀如來坐像) | 신라 | 1989.04.10 |      |
| 보물 제996-2호            | 영주 비로사 석조비로자나불좌상(榮州 毘盧寺 石造毘盧遮那佛坐像) | 신라 | 1989.04.10 |      |
| 경상북도 유형문화재 제4호 | 비로사진공대사보법탑비(毘盧寺眞空大師普法塔碑)                 |      | 1972.12.29 |      |

## 같이 보기
- 소백산

## 참고자료
- “비로사”. 투어가이드. 2008년 6월 2일에 확인함.
- “어, 적광전에 부처님이 두 분뿐이네”. 전통사찰관광정보. 2008년 6월 2일에 확인함.